# زنبورک (ساز)

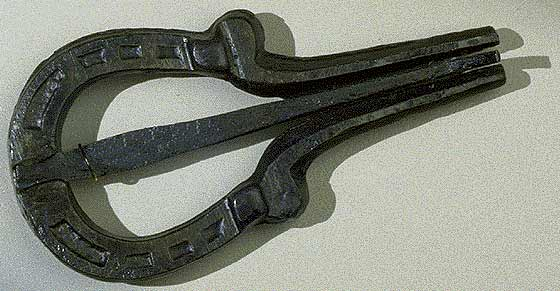
یک زنبورک از یک اردوگاه جنگ داخلی آمریکا در وینچستر ویرجینیا.

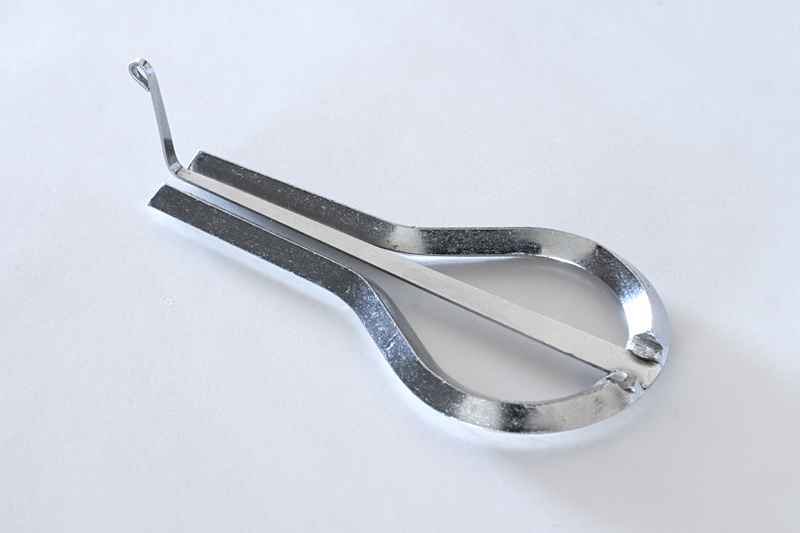
یک زنبورک مدرن

زنبورک یا چنگ یهودی (به انگلیسی: Jew's Harp) یکی از کهن‌ترین سازهای موسیقی جهان است. زنبورک سازی فلزی یا چوبی است با بدنه‌ای نعل‌شکل و زبانه‌ای که یک سر آن به وسط انحنای ساز وصل می‌شود.
زنبورک یکی از سازهای تیغه‌ای از ردهٔ خودصداهای دهانی است. این ساز از یک میله یا زبانه قابل انعطاف فلزی یا از جنس خیزران تشکیل شده که به یک قاب متصل است.
ساززننده این میله را در دهان خود قرار داده و با انگشتش میله را به لرزش در می‌آورد و تولید نت‌هایی می‌کند.
نوازنده، قاب زنبورک را در میان دندان‌هایش می‌گیرد و با اینکار آرواره و دهان او به عنوان تشدیدگر صدای ساز عمل می‌کند.
زنبورک در بسیاری از فرهنگ‌های گوناگون حضور دارد و دست کم ۴۰ نام گوناگون در زبانهای مختلف برای آن وجود دارد.
ساز زنبورک با جادوباوری و آیین‌های شمنی ارتباط دارد زیرا صدای لرزشی آن را خلسه‌آور می‌دانند.
برخی ریشه زنبورک را از خاورمیانه و اقوام یهودی دانسته و برخی آن را به آسیا شرقی نسبت می‌دهند . در هر حال ساختمان ساده این ابزار نشان می‌دهد که می‌تواند منشا واحد نداشته و توسط اقوام گوناگون به شکل جداگانه ساخته شده باشد .
زنبورک با اصول حاکم بر موسیقی کلاسیک و موسیقی مدرن مطابقت ندارد و توانایی اجرای نت‌های گام‌های موسیقی مثل مینور و ماژور را ندارد. از این رو در ساز نامیدن یا ننامیدن آن اختلاف نظر وجود دارد و در منابع آکادمیک رشته موسیقی و در کتب سازشناسی به عنوان ساز محسوب نمی‌گردد.
محمد حسین بیگل یکی از بهترین زنبورک نوازهای ایران بوده است. حسن عطائیان و حامد اسلامیه هم از نوازندگان در قید حیات این آلت موسیقی خاص می‌باشند .